# Engadine Golf Club
De Engadine Golf Club in Samedan is de oudste golfclub van Zwitserland.
De golfclub werd in 1893 opgericht door Hotel Bernina in Pontresina bij Sankt Moritz in Graubünden. De 18-holes golfbaan ligt in Samedan. In 1893 wordt al het eerste Engadine Kampioenschap gespeeld. De Engadine GC fuseert enkele jaren later met de St Moritz GC., Engadine heeft land en St Moritz de financiën. In 1904 wordt de nieuwe club lid van de Zwitserse Golf Federatie. Ook wordt dat jaar het eerste Nationale Kampioenschap georganiseerd. Winnaars zijn in de eerste jaren altijd van Britse herkomst. De golfbaan is nog steeds bestemd voor hotelgasten en toeristen, de lokale bevolking mag er geen lid worden. Daarom richtten deze in de 70'er jaren de Samedan Golf Club op en verkregen als clublid wel toegang tot de baan van de Engadine Golf Club. Deze club fuseerde later met de Golf Engadin St. Moritz AG en wordt Samedan GC daarbij gevoegd in 2008 en is er nu één vereniging, de Engadine Golf Club. Deze heeft ruim 1300 leden.